# The Boldons
The Boldons – miejscowość w Anglii, w hrabstwie ceremonialnym Tyne and Wear, w dystrykcie metropolitalnym South Tyneside. Leży 12 km na wschód od centrum Newcastle i 392 km na północ od Londynu. W 2001 miejscowość liczyła 13 271 mieszkańców. Składa się z trzech wsi: East Boldon, West Boldon i Boldon Colliery.